# Wyrzeczenie się dóbr ziemskich
Wyrzeczenie się dóbr ziemskich (wł. Rinuncia agli averi) – piąty z dwudziestu ośmiu fresków z cyklu Sceny z życia św. Franciszka znajdujących się w górnym kościele Bazyliki św. Franciszka w Asyżu, którego autorstwo przypisywane jest Giotto di Bondone. Namalowany ok. 1295–1299.

## Tematyka
Twórca fresku przedstawił scenę opisaną w Życiorysie większym św. Franciszka Bonawentury z Bagnoregio, napisanym w 1263. Franciszek z Asyżu, wezwany przed sąd biskupa asyskiego Gwidona przez swojego ojca Piotra Bernardone, wyrzekł się przysługującego mu majątku i praw synowskich. Przełomowy moment w biografii Biedaczyny, ściśle związany z wydarzeniem przedstawionym na poprzednim fresku Modlitwie w San Damiano. Przyszły święty stopniowo wkracza na drogę powołania Bożego. Opis wydarzenia znajduje się w rozdziale II Życiorysu większego i w innych wczesnych źródłach franciszkańskich.

## Opis
Osoby i architektura symetrycznie zgromadzona została przez malarza w dwóch blokach. Po lewej stronie oskarżyciel i mieszkańcy miasta, po prawej oskarżony i przedstawiciele duchowieństwa. Bogactwo barw i różnorodność twarzy świadczą o dokładnym studium uczynionym przez artystę przed namalowaniem fresku. Piotr Bernardone ubrany jest w żółtą tunikę, co symbolizuje dobra ziemskie. Gwałtowna reakcja ojca, który już pozbierał szaty Franciszka, zostaje powstrzymana przez osobę przedstawioną tuż za nim. Jest to być może Pika, matka świętego. Dzieci w dolnym lewym rogu fresku gotowe są rzucać kamieniami w "szalonego" syna. Biskup przysłania nagość Franciszka: wyraz akceptacji jego wyboru przez przedstawicieli Kościoła. Za biskupem dwóch duchownych z wyciętymi tonsurami. U góry dłoń Boga Ojca błogosławi Franciszkowi. Dla niektórych uczonych sposób przedstawienia twarzy i budowli zdradza rękę innego niż Giotto artysty.